# UNIT
ЮНІТ (англ. UNIT — UNified Intelligence Taskforce, раніше United Nations Intelligence Taskforce) — вигадана воєнна організація з британських науково-фантастичних телесеріалів «Доктор Хто», «Торчвуд» і «Пригоди Сари Джейн», створена Алістером Гордоном Летбрідж-Стюартом у кінці 1960-х років у Британії. Діючи під егідою ООН, її метою були вивчення та боротьба з паранормальними та позаземними загрозами у Британії, а пізніше і по всій Землі. ЮНІТ була не єдиною організацією на Землі, що вела боротьбу з прибульцями, проте саме з цією організацією Доктор має тісні зв'язки, і навіть мав постійну посаду в штабі співробітників.
Після трансляції «Доктора Хто» у 2005 році, виконавчий продюсер Рассел Т. Дейвіс заявив, що ООН більше не хоче бути пов'язана з вигаданою організацією, і повна назва ООН не могла більше використовуватися. Тим не менше, «ЮНІТ» і скорочення «ООН» не припиняли використовуватися в телесеріалі. В 2008 році Дейвіс оголосив, що назву організації буде змінено на «Єдина розвідувальна група». Ця нова назва була вперше згадана на екрані у «Плані сонтаранців», а також у 2008 році, в якому вона була вказана у рядку діалогу, що Організація Об'єднаних Націй досі підтримує блок з фінансуванням.

## Створення
В 2014 році в інтерв'ю Doctor Who Magazine редактор сценаріїв Терренс Дікс згадав, що був присутній при «народженні» ЮНІТу під час виробництва багатосерійного епізоду «Вторгнення» (1968) оригінального серіалу.

## Історія

### Попередники
На початку XX століття існувала організація LONGBOW, що діяла від імені Ліги Націй. Вважається, що саме це об'єднання слугувало поштовхом до створення ЮНІТа. LONGBOW одного разу простояв позаземній загрозі, проте не зміг з нею впоратися, тому групування розформували до початку Другої світової війни.
Реальним попередником ЮНІТ є об'єднання ICMG, яке було сформоване спеціально для протистояння з інопланетною загрозою. Єдиною відмінністю є те, що ICMG працювала тільки в Британії, а не на міжнародному рівні. Цю організацію було розформовано до 1960 року.
Поштовхом до створення ЮНІТ є вторгнення роботів Єті до лондонського метро. У цей час полковник британської армії, Алістер Гордон Летбрідж-Стюарт усвідомив небезпеку позаземної загрози. В цей же час він зустрівся з Другим Доктором і його супутниками, які допомогли йому впоратися з Єті.

### Рання історія

#### Формування
Причиною формування ЮНІТ стала зацікавленість ООН в інопланетній загрозі. Вони прекрасно розуміли, що, чим глибше в космос Земля надсилає свої зонди та космічні кораблі, тим більше про них дізнаються прибульці. Їх побоювання підтвердив полковник Летбрідж-Стюарт, який виступив з доповіддю про вторгнення Єті.
ООН зважилися на кардинальні дії. Вони підвищили Летбрідж-Стюарта до звання бригадира і дали йому можливість створити організацію, яка оперативно діяла в подібній ситуації. Всі засоби було виділено міністерству оборони Британії, проте ЮНІТ підпорядковувався безпосередньо Женеві.

#### Алістер Гордон Летбрідж-Стюарт
Однією з перших справ, якою зацікавився ЮНІТ, стала організація IE, з якою було пов'язано багато дивних речей. Всі агенті ЮНІТ, яких відправляли до будівлі корпорації, не повертались і не доповідали про себе. Лише за допомогою Другого Доктора, Джеймі та Зої ЮНІТ вдалося відправити на завод IE розвідувальний вертоліт, який було атаковано місцевою охороною.
Бригадир запитав дозвіл на кардинальні дії у міністра оборони Великої Британії, проте той перебував під впливом Тобіаса Вогна, голови IE. Повноваження йому надала Женева. До цього часу Доктор з'ясував, що корпорація збирається влаштувати вторгнення кіберлюдей. Ракети, запущені росіянами, знищили кораблі кіберлюдей і вторгнення було зупинено.